# Trom
Trom è un pianeta immaginario dell'Universo DC del XXX secolo.
Fu la casa del Legionario Element Lad, che è il solo sopravvissuto del pianeta.

## Storia
A causa dell'alta radioattività del pianeta, i nativi di Trom erano in pochi e vivevano in alcune valli. Possedevano tutti l'abilità di tramutare gli elementi. Come tali, i metalli preziosi e materiali simili non avevano valore su Trom, la cui popolazione era una civiltà altamente spirituale.
Il pirata spaziale Roxxas minacciò la popolazione di sterminio se non avessero acconsentito ad obbedire ai suoi comandi (come creare una grande quantità d'oro). Quando rifiutarono, Roxxas sterminò tutta la popolazione del pianeta ad eccezione di Jan Arrah, che riuscì a fuggire e che successivamente avrebbe fatto parte della Legione dei Supereroi sotto il nome in codice di Element Lad.
La popolazione di Trom avrebbe potuto facilmente uccidere Roxxas tramutando lui o la sua nave in gas, ma le loro convinzioni spirituali fecero sì che ciò non avvenisse.

## Post-Ora Zero
Dopo che Roxxas fu catturato, Jan Arrah ritornò su Trom e creò monumenti alla sua gente.
Durante il vol. 4 della Legione, visse su Trom in solitudine, vigilando il pianeta contro eventuali contatti esterni.
Dopo il rinnovamento della Legione, Trom fu una parte chiave dei Pianeti Uniti come unica fonte di elementi necessari per energizzare le porte stellari. In questa versione, Roxxas era un Daxamita, e sterminò la popolazione di Trom con un gruppo di Daxamiti.
Trom non fu descritto molto nella corrente incarnazione della Legione.